# Queso flameado
Il queso flameado (formaggio infiammato, in lingua spagnola) anche conosciuto come queso fundido (formaggio fuso) o choriqueso, è un antipasto messicano cucinato flambé e a base di formaggio fuso e chorizo fresco piccante.

## Storia
Questo piatto diffuso perlopiù nel nord del Paese fu inventato a El Paso, nel confine fra Messico e Stati Uniti, ove veniva consumato durante i campeggi. Oggi, invece, viene spesso servito durante le feste. Il queso fundido viene spesso correlato alla fonduta europea. Il termine queso fundido si riferisce anche al formaggio a pasta fusa ed considerato tale nella versione spagnola del Codex Alimentarius.

## Caratteristiche e preparazione
I principali ingredienti tipici del queso flameado sono il formaggio oaxaca o chihuahua fuso e una caratteristica salsa a base di chorizo fresco, pomodoro, cipolla, peperoncino e spezie. Il piatto viene servito in una piccola casserole poco profonda o in una pirofila in ceramica o metallo resistente al calore. Il formaggio e la salsa vengono preparati separatamente e combinati poco prima di essere serviti. In seguito viene versato del liquore (rum, brandy o tequila) sul formaggio fuso per procedere con la cottura flambé. In alternativa alla cottura alla fiamma, il piatto viene immediatamente arrostito. Il queso flameado viene consumato caldo e versato su delle tortilla morbide che possono essere a base di mais o grano.

## Varianti
Nella preparazione del queso flameado possono essere usati altri formaggi come la mozzarella. Sebbene alcuni considerino il formaggio filante una parte essenziale di questo piatto, il queso flameado può essere cucinato con formaggi che non divengono filamentosi a contatto con il calore fra cui il queso blanco o il formaggio di capra. Il chorizo fresco può essere sostituito da pezzi di chorizo secco o altri tipi di salsiccia. Spesso il queso fondido viene guarnito da peperoncini arrostiti e funghi saltati. Sebbene venga preparato quasi unicamente in Messico, specialmente nel nord del Paese, questa salsa è stata oggetto di varie rivisitazioni nella cucina degli Stati Uniti. Nei ristoranti Tex-Mex, questo piatto viene a volte confuso con il chile con queso, una salsa al formaggio da consumare con le tortilla.